# Darshan Singh (Henker)
Darshan Singh (* 1932; † 31. Oktober 2021 in Singapur) ist der ehemalige Chefhenker von Singapur.
Darshan Singh begann 1959 seine Tätigkeit als Henker bei den Briten, nachdem der vorherige Henker, Mr. Seymour, zurückgetreten war. Singh wollte ebenfalls abtreten, jedoch hatte er Probleme, eine andere Stelle zu finden.
In seiner Laufbahn henkte er mehr als 1000 zum Tode verurteilte Gefangene. Er erhielt einen Lohn von 400 S$ (etwa 200 Euro) für jede ausgeführte Exekution. Er hält heute noch einen Rekord als schnellster Henker für die Ausführung von sieben Exekutionen innerhalb von 90 Minuten.

## Die Hinrichtung von Nguyen Tuong Van
Am 28. Oktober 2005, also rund fünf Wochen vor der geplanten Hinrichtung des australischen Staatsbürgers Nguyen Tuong Van, der wegen Drogenschmuggels zum Tode verurteilt worden war, enthüllte die Zeitung The Australian ein Staatsgeheimnis, indem sie auf der Titelseite den Henker von Singapur zeigte. Damit erhofften sich die Journalisten, die Hinrichtung ihres Landsmannes wenigstens aufschieben zu können.
In den Folgetagen gab Singh sehr nonchalante Interviews, in denen er häufig über seine Karriere als Henker berichtete. Ein Interview mit Reuters blieb für ihn allerdings nicht ohne Konsequenzen. Nachdem er ausführlich vom „Spaß“ an seiner Arbeit geschwärmt und auch erzählt hatte, wie er seine 500. Hinrichtung mit mehreren Flaschen Whisky gefeiert hatte, wurde er angesichts eines Sturms der Entrüstung entlassen. Am 28. November 2005 meldete er sich erneut über die Medien zu Wort und bat darum, für Nguyens Hinrichtung eingesetzt zu werden. Als absoluter Profi könne er garantieren, dass der Todeskandidat nicht leiden werde. Medienvertreter und australische Politiker reagierten mit Empörung auf den Wunsch. Nachdem sich die staatlich kontrollierte Boulevard-Zeitung The New Paper öffentlich für Singh einsetzte, nahm man die Kündigung zurück. Am 2. Dezember 2005 um 6 Uhr morgens wurde Nguyen Tuong Van wie geplant exekutiert, jedoch von einem bislang unbekannten anderen Henker.

## Alan Shadrakes Buch
Darshan Singh rückte im Juli 2010 wieder in den Fokus der Öffentlichkeit, als der britische Journalist, Autor und Anti-Todesstrafenaktivist Alan Shadrake sein Buch Once a Jolly Hangman: Singapore Justice in the Dock (etwa: Es war einmal ein fröhlicher Henker: Singapurs Justiz auf der Anklagebank) veröffentlichte. Singh hatte Shadrake Interviews zum Thema „Todesstrafe in Singapur“ gegeben, wobei er auch erwähnte, dass er 2006 in Rente gegangen sei.
Für großes Staunen sorgte dieser Sachverhalt besonders, weil es ebenfalls Alan Shadrake war, der 2005 das Foto des Henkers auf die Titelseite der Zeitung „The Australian“ (und später bei Medien weltweit) gebracht und dessen eigentlich staatlich verordnete Geheimidentität gelüftet hatte. 2005 war das der Startschuss für Singhs spätere Probleme geworden. Unklar ist, wann die Interviews für Shadrakes Werk stattfanden, jedoch mit Sicherheit nicht vor 2006, da Singh erst dann in Rente ging.
Shadrake wurde am 16. November 2010 vom Singapore High Court wegen „Missachtung des Gerichts“ zu sechs Wochen Haft und umgerechnet ca. 11.000 Euro Geldstrafe verurteilt. In dem Buch behauptet er u. a., Herkunft und Nationalität spielten in Singapur eine Rolle bei der Entscheidung, ob die Todesstrafe verhängt werde oder nicht.